# Jarosław Wesołowski
Jarosław Wesołowski (ukr. Ярослав Весоловський, ur. 20 lutego 1881 w Młodiatynie, zm. 26 października 1917 w Willishof koło Wiednia) – ukraiński działacz społeczny i polityczny, dziennikarz, tłumacz, publicysta, wydawca.

## Życiorys
Ukończył gimnazjum w Kołomyi, a następnie wydział prawa Uniwersytetu Lwowskiego.
Był jednym z działaczy Ukraińskiej Partii Radykalnej. W latach 1902–1904 był redaktorem tygodnika „Postup” w Kołomyi, w latach 1904–1906 redaktorem czasopisma „Bukowyna” w Czerniowcach, od 1907 do 1911 współpracownikiem, a następnie redaktorem, „Diła”. Pełnił również funkcję redaktora wydawnictwa Proswity.
W latach 1914–1917 był referentem do spraw prasy ukraińskiej i rosyjskiej w Ministerstwie Spraw Zagranicznych Austro-Węgier.
Był wujem żony Stepana Bandery.